# ミミ (小惑星)
ミミ (1127 Mimi) は、小惑星帯（メインベルト）に位置する小惑星の一つ。シルヴァン・アランが1929年1月13日に発見した。
天文学者ウジェーヌ・デルポルトの妻の名に因んで名付けられた。ただし、この名前は元々デルポルトが発見した小惑星の名前として申請されたが、手違いによってアランが申請した名前と入れ替わってしまったものである。